# Lamine di Pyrgi

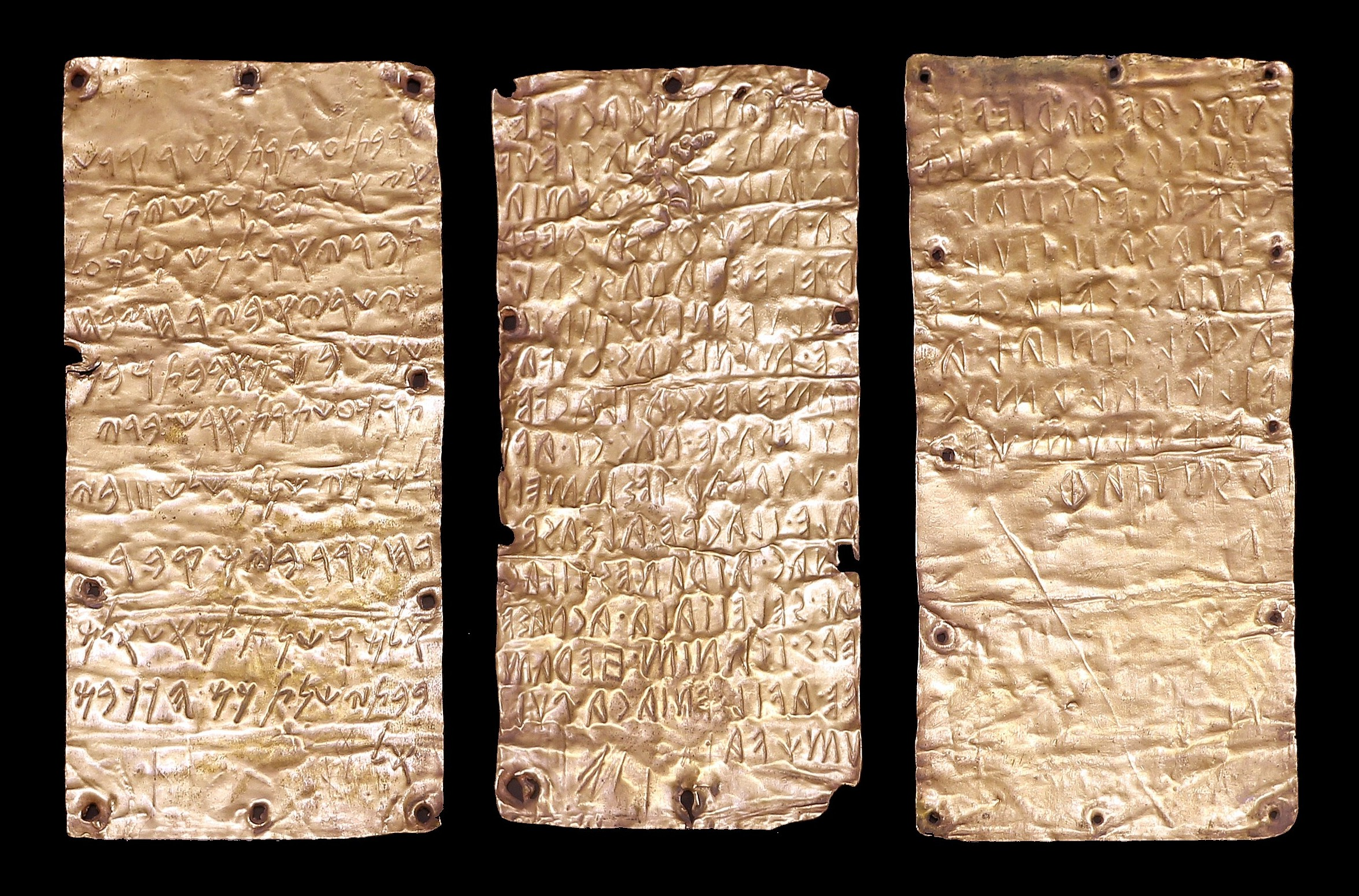
Le tre lamine d'oro del VI secolo a.C., con la stessa iscrizione riportata in etrusco e in punico (Copia a Roma, Museo di Villa Giulia). Rinvenute nel 1964 a Pyrgi (oggi Santa Severa, in provincia di Roma), porto antico di Cere.

Le Lamine di Pyrgi sono un documento inciso su tre fogli di lamina d'oro, di fondamentale importanza per la conoscenza della storia e della lingua del popolo etrusco. Fra i più importanti documenti epigrafici in lingua etrusca, attualmente il reperto è esposto al Museo Nazionale Etrusco di Villa Giulia, a Roma.

## Contesto storico e descrizione
Le lamine sono state rinvenute l'8 luglio 1964 durante una campagna di scavo diretta da Massimo Pallottino presso Santa Severa nel sito archeologico etrusco di Pyrgi. La città era uno dei porti di Caere (l'antica Cerveteri) e tra il VI ed il IV secolo a.C. rappresentava uno dei più importanti scali commerciali del bacino del Mediterraneo e possedeva almeno due santuari di rilevanza internazionale: un tempio della fine del VI secolo a.C. dedicato a Uni/Astarte (denominato Tempio B nell'area di scavi) e un tempio della prima metà del V secolo a.C. dedicato a Thesan/Leucotea (Tempio A).
Le tre lamine ritrovate nelle vicinanze del Tempio B e alte circa 20 cm, risalgono alla fine del VI o all'inizio del V secolo a.C. e contengono un testo in lingua fenicia e due in lingua etrusca. Si tratta di un'iscrizione sacra: i documenti testimoniano la consacrazione del tempio alla dea etrusca Uni, assimilata alla fenicia Astarte, da  parte di Thefarie Velianas, supremo magistrato (lucumone) della città di Caere. Non sono propriamente dei testi bilingui in quanto presentano alcune differenze di estensione e di contenuto.
I due testi più lunghi — una lamina con iscrizioni in etrusco di 16 righe e 36 o 37 parole e l'altra di 10 righe in fenicio — sono quelli con le maggiori somiglianze; il testo in fenicio fornisce le motivazioni della consacrazione (Thefarie Velianas rende omaggio alla dea per la sua posizione di vertice nel governo cittadino), mentre quello etrusco sembra dare maggiore risalto al cerimoniale del culto. La terza lamina — con testo in etrusco di 9 righe — riassume brevemente la dedica.
Sebbene non comparabili — per l'imperfetta corrispondenza di contenuti e per la lunghezza decisamente inferiore — alla famosa stele di Rosetta, che permise la quasi totale decifrazione dei geroglifici egizi, le lamine di Pyrgi hanno comunque permesso agli studiosi un miglioramento della comprensione della lingua etrusca.
Il testo bilingue documenta il grado di influenza politica e culturale dei Punici in Etruria durante il VI sec. a.C. — con Thefarie Velianas come punto di riferimento all'interno di una rete di alleanze finalizzate a contrastare le mire espansionistiche elleniche nel Tirreno, scopo infine raggiunto dagli Etruschi — e può essere collegato dal punto di vista storico-politico con le notizie circa il primo trattato tra Romani e Cartaginesi siglato, per la Repubblica romana, dal console Lucio Giunio Bruto nel 505 a.C. e menzionato da Polibio nelle sue Storie (Pol., Hist. 3, 22).

## Testo, lessico e traduzione

### Il testo traslitterato
| 1ª lamina in fenicio | 2ª lamina in etrusco | 3ª lamina in etrusco                                                                                               |
| --- | --- | --- |
| lrbt l‘štrt 'šr qdš 'z 'š p‘l w'š ytn tbry wln mlk 'l kyšry byrħ zbħ šmš bmtn 'bbt wbn tw k‘štrt 'rš bdy lmlky šnt šlš 3 by rħ krr bym qbr 'lm wšnt lm'š 'lm bbty šnt km hkkbm | ita. tmia. icac. he ramašva[...] vatiexe unialastres. θemia sa. mex. θuta. θefa rie[i]. velianas sal cluvenias. turu ce munistas. θuvas tameresca. ilacve. tulerase. nac. ci. avi l. kurvar. tešiameit ale. ilacve. alšase nac atranes zilac al seleitala. acnašv ers. itanim heram(a´ s) ve. avil eniaca. pul umkva | NAC.ΘEFARIE.VEL IIUNIAS.ΘAMUCE CLEVA.ETANAL MASAN.TIUR UNIAS.šELACE.V ACAL.TMIAL.A VILXVAL.AMUC E.PULUMXV A.SNUIAΦ |

### Traduzione
(Per il vocabolario si rimanda alla voce: Lingua etrusca).

#### Prima lamina in fenicio
| (testo in fenicio) lrbt l‘štrt 'šr qdš 'z 'š p‘l w'š ytn tbry wln mlk'l kyšry byrħ zbħ šmš bmtn 'bbt wbn tw k‘štrt 'rš bdy lmlky šnt šlš 3 by rħ krr bym qbr 'lm wšnt lm'š 'lm bbty šnt km hkkbm | (traduzione italiana) Per la signora Astarte. Questo è il luogo sacro che ha fatto e ha donato TBRY WLNSH [=Thefaries Velianas] che regna su Caere , durante il mese del sacrificio al Sole, come un dono nel tempio. Ed egli ha costruito un'edicola/una cella perché Astarte lo ha richiesto a lui/a me (?) durante il suo/mio regno nell'anno tre - 3 - nel mese di KRR, nel giorno della sepoltura della divinità. E gli anni della statua della divinità nel suo (femm.) tempio [possano essere ? sono ?] tanti anni quante queste stelle. |

#### Seconda lamina in etrusco
| (testo in etrusco) Ita tmia ica-c heramašva vat-ieχ-e Uni-al Astre-s, θem-iasa meχ θuta. Θefariei Velianas sal cluvenia-s tur-uc-e. Muni-s ta-s θuva-s tamer-es ca ilacv-e tuler-as-e. Nac ci avil χurvar, tešiam-ei tal-e, ilacv-e alš-as-e. Nac atran-es zilac-al, sel-ei tala acnaš-ver-s. Itan-i-m heramv-e, avil en-iac-a pulumχva. | (traduzione italiana) Questo tempio e quest'idoli di Hermes sono dedicati a Uni-Astre, costruiti dalla famiglia. Tiberius Velianas la graziosa edicola ha offerto. Questa sepoltura di sua proprietà da questi sacerdoti con idoli fu adornata. Per tre anni (nel mese di) Chuvar, con le di Lei bruciate offerte, con idoli (esso fu) sepolto. Durante il regno del capo, nelle di Lei mani (egli) sarà portato (cioè: Uni-Astre gli diede l'autorità a governare). E con questi idoli di Hermes, gli anni dureranno quanto le stelle. |

#### Terza lamina in etrusco
| (testo in etrusco) Nac Θefarie Veliiunas θam-uc-e cleva etan-al Masan tiur, Uni-as šel-ac-e. Vacal tmia-l avilχva-l am-uc-e pulumχva snuia-φ. | (traduzione italiana) Quando Tiberius Velianas ha costruito la statua del santuario (nel) mese di Masan, Uni fu compiaciuta. I voti del tempio annuali saranno numerosi come le stelle. |

### Il testo punico
L-rbt l-ʕštrt.
Alla Signora Astarte
ʔšr qdš ʔz, ʔš pʕl, w-ʔš ytn Tbryʔ Wlnš mlk ʕl Kyšryʔ.
questo (è) il luogo sacro, che fece e che donò TBRY' WLNS (Tiberius Velianas) regnante sui KYSRY' (Caerites).
B-yrḥ zbḥ Šmš, b-mtnʔ b-bt, wbn tw.
nel mese del sacrificio a Shemesh (il dio Sole), come dono nel tempio, e costruì un'edicola.
K-ʕštrt ʔrš b-dy l-mlky šnt šlš, b-yrḥ Krr, b-ym qbr ʔlm
poiché Astarte lo innalzò con la sua mano al regno per tre anni, nel mese di Churvar, nel mese della sepoltura della divinità.
W-šnt lmʔš ʔlm b-bty šnt km hkkbm ʕl.
E gli anni della statua della divinità nel tempio (siano) come le stelle nel cielo.
Dal momento che è assodato che il fenicio è una lingua semitica (ed è imparentato quindi con lingue come l'ebraico, il cananaico, l'ugaritico, l'arabo e l'accadico), la lettura di questa parte è stata effettuata quasi immediatamente, e salvo pochi punti secondari ancora controversi, non vi sono dubbi circa il senso complessivo del testo.

### Lessico punico
ʔlm, divinità [semitico *ʔil- "dio"]
ʔrš, innalzare
ʔš, che [pronome relativo]
ʕl, su, sopra, in alto [semitico *ʕal-]
ʕštrt, Astarte [semitico *ʕAθtar-]
ʔšr, luogo
ʔz, questo
b-, in [luogo], con [strumento], in qualità di [semitico *bi-]
bt, casa, tempio [semitico *bayt-]
dy, mano
h-, [l'articolo]
kkbm, stelle [semitico *kabkab-]
k-, come, siccome [semitico *ka-]
km, come
Krr, Churvar [nome di mese] [cf. etrusco Χurvar]
Kyšry', i Caerites [popolo]
l-, a, per [semitico *la-]
lmʔš, statua
mlk, regnare [semitico *mlk]
mtnʔ, dono [semitico *ytn 'dare, donare']
pʕl, fare [semitico *pʕl]
qbr, sepoltura
qdš, sacro
rbt, signora [cf. accadico rābu "grand, large"]
šlš, tre [semitico *θalāθ-]
šmš, sole [semitico *šamš-]
šnt, anni
tw, edicola, tempietto
w-, e [semitico *wa-]
wbn, costruire
ym, giorno [semitico *yawm-]
yrḥ, mese [semitico *yarḥu-]
ytn, dare, donare [semitico *ytn]
zbḥ, sacrificio

### Il testo etrusco
Prima lamina:
Ita tmia ica-c heramašva vat-ieχ-e Uni-al Astre-s, θem-iasa meχ θuta.
Questo tempio e questo simulacro sotto la guida di Giunone-Astarte avendo creato il capo
Θefariei Velianas sal cluvenia-s tur-uc-e.
Tefariei Velianas, ha offerto in voto il luogo per l'alloggiamento
Muni-s ta-s θuva-s tamer-es ca ilacv-e tuler-as-e.
e il monumento. Col seppellimento del sole sono state soddisfatte le richieste degli stranieri
Nac ci avil χurvar, tešiam-ei tal-e, ilacv-e alš-as-e.
nel terzo anno, e quelle degli Alsienses [i Ceretani]
Nac atran-es zilac-al, sel-ei tala acnaš-ver-s.
con la guarnizione di stelle d'oro sul supporto da appendere.
Itan-i-m heramv-e, avil en-iac-a pulumχva.
E così siano gli anni del sacello tanti quanti indicati dalle bullae [le stelle d'oro che fissavano le lamine al loro telaio].
Seconda lamina:
Nac Θefarie Veliiunas θam-uc-e cleva etan-al Masan tiur, Uni-as šel-ac-e.
Il grande Tefarie Veliiunas ha stabilito il patto [di alleanza coi Cartaginesi] con cui ha rinnovato le condizioni della nazione.
Vacal tmia-l avilχva-l am-uc-e pulumχva snuia-φ.
Il rito del tempio ha avuto luogo al termine dell'anno. Con le bullae si indica l'alleanza futura.

### Lessico etrusco
*acna(s), portare nelle mani, donare (<acnaš-ver-s> 'dovrebbe essere portato nelle mani, donato')
[forse <-u>: passivo + <-er->: purposive, comunemente nel Liber Linteus Zagrabiensis (LLZ), vengono combinati per formare un passivo optativo con <-ver-> 'dovrebbe essere']
Nota <Huśur maχ acnanas, arce.> 'Avendo portato nelle mani (ie: dato vita) a cinque bambini, [lei] alzò [loro](TLE 887)
*alš, seppellire (<alš-as-e> 'seppellito')
*am, essere (<am-uc-e> 'è stato')
<An zilaθ amce mecl Rasnal.> "Egli è stato un capo del popolo etrusco." (ET Ta 7.59)
Astre, Dea fenicia della fertilità, associata con Uni (<astre-s> 'di Astre') [Fenicio <‘štrt> < *‘Aθtareθ]
*atran, regno, reggenza
avil, anno (<avilχva-l> 'degli anni, annualmente')
ca, questo (<ca> 'this', <ica-c> 'e questo')
ci, tre
*cluvenia, aedicula (<cluvenia-s> 'dell'aedicula')
Χurvar, mese [Fenicio <krr> *Kurar]
*en, durare (<en-iac-a> 'dovrà durare')
<Śacnicleri cilθl, śpureri, meθlumeric, enaś.> "Come questi sacri oggetti del santuario, come la città e il popolo, [questo] durará" (LLZ, col 9, lines 12-13)
*etan, santuario (<etan-al> 'del santuario')
*heram(aš), idolo di Hermes (<heramv-e> 'con gli idoli di Hermes', <heramašva> 'idoli di Hermes')
*ila, idolo (*ilacva 'idols', <ilacv-e> 'con idoli')
meχ, popolo
muni, sepoltura (<muni-s> 'della sepoltura')
nac, quando, durante, mentre
*pulum, stella (<pulum-χva> 'stelle', <pulun-za> 'piccola stella')
<fulumχva> (Cippus perusinus, laterale, righe 29-30)
<…pulunza ipal sacnina tinia tei aθemeiś caś…> "…la piccola stella per la quale la sacra Tinia del cielo…" (CIE 6310)
sal, graziosa, piacevole
*sel, mano (<sel-ei> 'con la mano')
*snuia, tanto (<snuia-φ> "così tanto")
<śnuiu-φ> "così tanto" (LLZ, col 6, righe 1,2,4)
*šel, gratificare, invitare (<šel-ac-e> 'è stato gratificato') [cf. <sal>]
ta, ciò (<ita> 'ciò', <itan-i=m> 'e con ciò', <ta-s> 'di ciò', <tala> 'lei', <tal-e> 'con lei')
tešiam, offerte bruciate (<tešiam-ei> 'con le bruciate offerte')
<Śucic firin tesim.> "E incenso fu bruciato come offerta bruciata" (LLZ, col 7, righe 9-10)
tmia, tempio (<tmia-l> 'del tempio')
*tuler, circondare (<tuler-as-e> 'circondato') [cf. <tul> 'bordo, confine']
tur, dare (<tur-uc-e> 'fu dato')
*θem, costruire (<θem-iasa> 'costruito', <θam-uc-e> 'fu costruito')
θefariei, Tiberius [Nome maschile romano]
θuta, gruppo, famiglia
θuva, uno stesso, (<θuva-s> 'proprio di uno') [cf. <θu> 'uno, singolo']
<Θuker akil tuś thuveś.> "Thuker completò la sua propria tomba." (TLE 672)
Uni, Dea madre etrusca della fertilità (<uni-al> 'di Uni') [cf. Latino <Iuno>]
vacal, offerta votiva, voto
<Celi suθ vacl θesnin> "Sopra la terra della tomba un'offerta votiva fu dedicata". (LLZ, col 5, righe 15-16)
*vat, dedicare (<vat-ieχ-e> 'essere dedicato')
Velianas, Velianas [nome di famiglia].
zilaχ, capo (<zilac-al> 'del capo')
<Svalasi, zilaχnuce.> "[Mentre] viveva, [lui] è stato capo." (TLE 173)
<Zilaχnce avil XI.> "[Egli] è stato capo per undici anni." (REE 40, n75)
(La traduzione del testo in punico è di Giovanni Garbini; la traduzione dei due testi in lingua etrusca è di Massimo Pallottino).